# Caseyita
La caseyita és un mineral de la classe dels òxids. Rep el nom en honor de William H. Casey (n. 1955, San Francisco, Califòrnia, EUA), professor de química a la Universitat de Califòrnia Davis College of Letters and Science, pel seu treball sobre compostos de vanadi i polioxometal·lats.

## Característiques
La caseyita és un òxid de fórmula química [(V5+O₂)Al10-x(OH)20-2x(H₂O)18-2x]₂[H₂V4+V5+9O28][V5+10O28]₂(Na,K,Ca)2-y(SO₄)2-z·(60+8x+y+4z)H₂O (x = 0-2.5; y = 0-2; z = 0-2). Va ser aprovada com a espècie vàlida per l'Associació Mineralògica Internacional l'any 2019, sent publicada per primera vegada el 2020. Cristal·litza en el sistema monoclínic. La seva duresa a l'escala de Mohs es troba entre 2 i 3.
Les mostres que van servir per a determinar l'espècie, el que es coneix com a material tipus, es troben conservades a les col·leccions mineralògiques del Museu d'Història Natural del Comtat de Los Angeles, a Los Angeles (Califòrnia) amb els números de catàleg: 73526, 73527, 73528,73529, 73530 i 73531.

## Formació i jaciments
Va ser descrita a partir d'exemplars recollits a tres mines diferents de l'estat nord-americà de Colorado, una d'elles al comtat de Mesa: la mina Packrat, a la localitat de Gateway; i les altres dues al comtat de San Miguel: les mines Burro i West Sunday, ambdues al districte miner d'Slick Rock. Aquests tres indrets són els únics de tot el planeta on ha estat descrita aquesta espècie mineral.